# 芒 (夏朝)
芒（？—？），姒姓，夏后氏，名芒，中國夏朝第九任君主，槐之子，泄的父亲。名字一作荒或和。《竹書紀年》稱芒在位58年。